# Šelešovice
Šelešovice (in tedesco Schelleschowitz) è un comune della Repubblica Ceca facente parte del distretto di Kroměříž, nella regione di Zlín.